# Plebejus nevadensis
Plebejus nevadensis is een vlinder uit de familie van de Lycaenidae. De wetenschappelijke naam van de soort is voor het eerst geldig gepubliceerd in 1910 door Charles Oberthür. De soort komt voor in de Sierra Nevada in Spanje.